# پارک ملی گروس مورن
پارک ملی گروس مورن (به انگلیسی: Gros Morne National Park) یک پارک ملی در کانادا است که در Division No. 9, Newfoundland and Labrador واقع شده‌است. این پارک در فهرست میراث جهانی یونسکو در کانادا ثبت شده است.